# 安娜·芒努松
安娜·芒努松（瑞典語：Anna Magnusson，1995年3月31日—）生于北博滕省皮特奥，是一名瑞典女子冬季两项运动员。

## 生平
她在六岁时开始练习滑雪，当时她发现自己的朋友都在练习滑雪，于是她也加入其中，六年后，她开始练习冬季两项，当时她所在的俱乐部因为没能凑够足够人数去参加全国锦标赛而邀请她去参加。高中毕业后，她移居至厄斯特松德，后来加入了国家队。2015年，她在德国奥伯霍夫完成了自己的世界杯分站赛首秀。